# Entodesma navicula
Entodesma navicula är en musselart som först beskrevs av Arthur Adams och Reeve 1850.  Entodesma navicula ingår i släktet Entodesma och familjen Lyonsiidae. Inga underarter finns listade i Catalogue of Life.